# Abacetus cordicollis
Abacetus cordicollis es una especie de escarabajo terrestre de la subfamilia Pterostichinae.  Fue descrito por Maximilien Chaudoir en 1869.  